# Le Roc-Saint-André
Le Roc-Saint-André è un comune francese soppresso e frazione del dipartimento del Morbihan nella regione della  Bretagna. Dal 1º gennaio 2016 si è fuso con i comun di Quily e La Chapelle-Caro per formare il nuovo comune di Val d'Oust.

## Società

### Evoluzione demografica
Abitanti censiti